# Ам Энде, Ганс
Ганс ам Энде (нем. Hans am Ende; 31 декабря 1864, Трир — 9 июля 1918, Штеттин) — немецкий художник—импрессионист, один из основателей Ворпсведской колонии художников.

## Жизнь и творчество
Родился в семье священника; детство прошло в Трире. В 1872 семья переехала под Наумбург, куда отец получил новое назначение.
Художественное образование получил в мюнхенской Академии изящных искусств, под руководством профессора Вильгельма фон Дица. В Академии встретил своего товарища, живописца Фрица Макензена, с которым вместе проходил военную службу. Затем учился в Государственной академии изящных искусств Карлсруэ, у Фердинанда Келлера.
После некоторых размышлений согласился поехать вместе с Ф. Макензеном в Ворпсведе, где тот с группой других живописцев, в уединении от шумной цивилизации, собирался посвятить своё время созданию пейзажей полных очарования местных пустошей и болот. Эта работа в Ворпсведе также выражала протест одарённой молодёжи против засилия академизма в немецкой живописи конца XIX века и обезличивающей цивилизации Большого Города.
В 1888 году, после смерти отца, Ганс ам Энде поселился в Ворпсведе и, наряду с Ф. Макензеном, Фрицем Овербеком и Отто Модерзоном, стал одним из основателей в этом местечке колонии художников. В 1894 году к ним присоединился Генрих Фогелер, ставший соседом Ганса ам Энде. В 1895 году ворпсведские художники устроили выставку своих работ в бременской Галерее искусств, затем — в том же году — в мюнхенском Стеклянном дворце, после чего «ворпсведская группа» стала известна по всей Германии. Работы Г. ам Энде, включавшие в себя пейзажи, портреты, а также гравюры, в том числе и большого формата, были особо отмечены художественной критикой. Приехавший в 1900 году в Ворпсведе поэт Райнер Мария Рильке, подружившийся там со многими художниками, в 1903 году написал сочинение Worpswede, в котором рассказал о Г. ам Энде, Ф. Макензене, Г. Фогелере, О. Модерзоне и Ф. Овербеке.
С началом Первой мировой войны Г. ам Энде ушёл добровольцем на фронт, служил в 162-м Любекском пехотном полку; был награждён королевским прусским орденом Дома Гогенцоллернов. Ко времени его службы относятся многие сделанные им эскизы тушью. 10 апреля 1918 года был тяжело ранен в бою под бельгийским городком Месен и скончался от ран в штеттинском госпитале. Похоронен в Бремене.
В 1945 году его надгробный камень был перенесён на Ворпсведское кладбище и установлен у могилы жены, Магды Виллатцен, с которой художник жил в счастливом, хоть и бездетном браке.
В Бременском художественном музее хранится собрание полотен и графических работ Ганса ам Энде.

## Галерея
- Берёзы у болота, 1896
- Весна в Ворпсведе, 1900
- Мельница, 1894
- эскиз: Ручей Авре между Сен-Мард и Сен-Орен, 1914
- эскиз: Низина в Гелювеле, 1917
- Ганс ам Энде за работой. 1916 год
- 1916